# Chiesa di San Lorenzo (Nesso)
La chiesa di San Lorenzo è un edificio religioso del comune di Nesso (CO) in frazione Castello.

## Storia
Il primo edificio religioso sorto sul luogo è di origine medievale, citato per la prima volta in un documento di papa Lucio III del 1184. Questo primo edificio faceva parte dell'omonimo castello, distrutto nel corso della Guerra decennale. La fortificazione e la chiesa vennero ricostruiti nel corso del XV secolo per poi essere nuovamente distrutti nel secolo successivo.
L'attuale chiesa di San Lorenzo risale al XVI secolo, di dimensioni maggiori rispetto all'edificio originario. La costruzione di questa seconda chiesa venne ultimata nel 1593 per la visita del vescovo di Como Feliciano Ninguarda.

## Descrizione
La struttura esterna della chiesa presenta pietre a vista tranne nella facciata, intonacata, alla cui sinistra è presente il campanile.
All'interno l'aula è ad unica navata con un presbiterio rettangolare, con una pala d'altare raffigurante il Martirio di san Lorenzo. Gli affreschi del presbiterio, realizzati nel XVIII secolo, nascondono dipinti di epoche antecedenti.